# Thomas Swann (polityk)
Thomas Swann (ur. 3 lutego 1809 w Alexandrii, zm. 24 lipca 1883 w pobliżu Leesburga) – amerykański przedsiębiorca, prawnik i polityk.

## Zarys biografii
Za młodu studiował prawo na obecnym Uniwersytecie Georgetown w Waszyngtonie. Później przeprowadził się do Baltimore, gdzie został między innymi prezydentem i dyrektorem linii kolejowych Baltimore and Ohio Railroad, a później burmistrzem tego miasta. W latach 1866–1869 piastował stanowisko gubernatora stanu Maryland.
W 1866 został wybrany z ramienia Partii Demokratycznej do senatu Stanów Zjednoczonych, jednak nie przyjął tego stanowiska pozostając na fotelu gubernatora. Później przez dziesięć lat zasiadał w Izbie Reprezentantów Stanów Zjednoczonych, w latach 1869–1873 reprezentując trzeci, a w latach 1873–1879 czwarty okręg wyborczy w Maryland.
Zmarł w 1883 w pobliżu Leesburga w Wirginii. Został pochowany na cmentarzu Green Mount w Baltimore.